# Território Confederado do Arizona
O Território do Arizona, Território Confederado do Arizona ou Arizona Confederado, foi um território confederado que existiu durante a Guerra Civil Americana no sul do Arizona e do Novo México. O controle confederado terminou em março de 1862 com a Batalha de Glorita Pass e o território foi dissolvido em maio de 1865 com a rendição dos Estados Confederados.

## História
Antes do início da guerra, os territórios dos estados do Arizona e do Novo México faziam parte do território do Novo México e das terras constituídas pela compra de Gadsden. Já em 1856, o governo territorial de Santa Fé, levantou preocupações sobre poder governar efetivamente a parte sul do território, que era separado do resto do território pela Jornada del Muerto, um trecho árido de difícil passagem.
Em fevereiro de 1858, a legislatura territorial do Novo México adotou uma resolução a favor da criação do Território do Arizona. A fronteira norte-sul seria definida ao longo do paralelo 32 N. A legislatura propôs que todos os índios do Novo México fossem removidos para o norte do Arizona.
Em abril de 1860, impaciente para a atuação do Congresso, o território convocou uma convenção e 31 delegados se reuniram em Tucson. Em julho de 1860, a convenção esboçou uma constituição para um "Território do Arizona" a ser organizado fora do Território do Novo México, ao sul do paralelo 34 N. A convenção elegeu Lewis Sumpter Owings como Governador Territorial e elegeu um delegado para o Congresso.
Os representantes anti-escravidão se opuseram à criação de um novo território, pois temiam que ele tivesse potencial para se tornar um estado escravo. Muitas pessoas na área eram pró-escravidão, com conexões comerciais nos estados do sul, das quais algumas migraram. Além disso, a maior parte desse novo território ficava abaixo da antiga linha de demarcação do Compromisso do Missouri entre escravos e estados livres.
Como os procedimentos da convenção de Tucson nunca foram ratificados pelo Congresso dos Estados Unidos, o Território Provisório não era considerado uma entidade legal. Por um tempo, operou como um governo, para o Território do Arizona pretendido. O Dr. Lewis Sumpter Owings, Governador do Território Provisório, nomeou James Henry Tevis para levantar a primeira milícia territorial. Isso incluía três empresas do Arizona Rangers para a proteção do Território contra apaches e bandidos saqueadores. Duas empresas foram criadas no campo de mineração em Pinos Altos e outra em Mesilla.

### Secessão

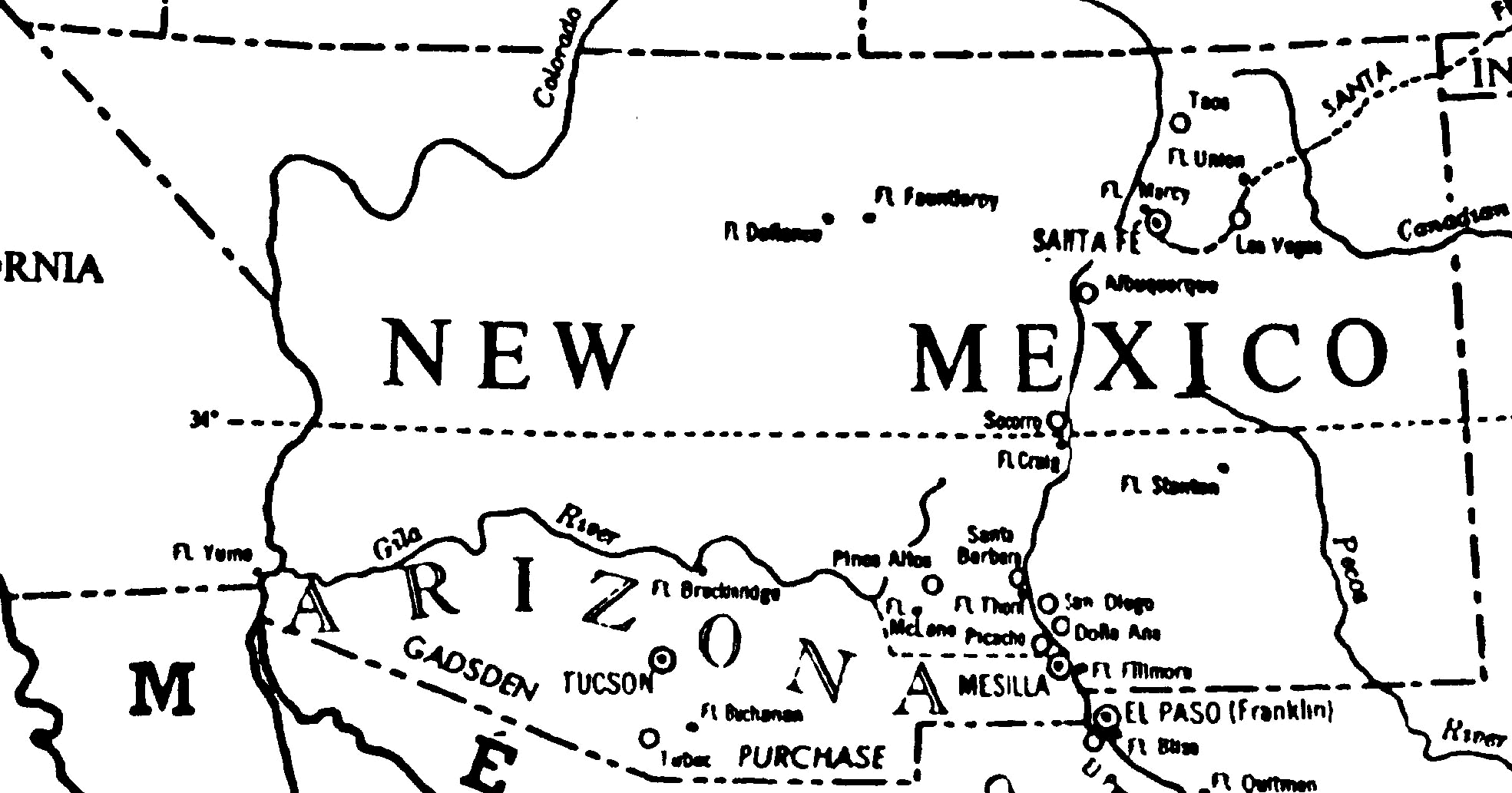
O Arizona tradicional correspondente às terras da compra de Gadsden.

Após o início da Guerra Civil Americana, o apoio à Confederação foi forte na parte sul do Território do Novo México. Alguns moradores se sentiram negligenciados pelo governo dos Estados Unidos. Eles estavam preocupados com a falta de tropas suficientes para combater os apaches. Esses nativos americanos estavam defendendo o seu território contra invasões de assentamentos brancos, combatendo fazendeiros e campos de mineração em todo o Arizona tradicional. Isso se tornou uma guerra aberta após o caso de Bascom de 3 a 9 de fevereiro de 1861, que levou Cochise à guerra. Os colonos do Arizona também ficaram perturbados com o fechamento da rota Butterfield Overland Mail e suas estações em março de 1861, que ligavam a fronteira do Arizona ao leste e à Califórnia.
Em março de 1861, os cidadãos de Mesilla convocaram uma convenção de secessão para ingressar na Confederação. Em 16 de março, a convenção adotou uma ordenança de secessão, citando os interesses comuns da região com a Confederação, a necessidade de proteção de fronteiras e a perda de rotas de serviços postais sob o governo dos Estados Unidos, como razões para sua separação. A ordenança propôs a questão da secessão às partes ocidentais do território. Em 28 de março, uma segunda convenção em Tucson se reuniu e ratificou a ordenança. As convenções posteriormente estabeleceram um governo territorial provisório para o "Território do Arizona" confederado. Owings foi eleito novamente como governador provisório e Granville Henderson Oury foi escolhido como um delegado para solicitar a admissão do território na Confederação.